# Circuit de Croft
Le Circuit de Croft est un circuit permanent de sports mécaniques, situé près de Dalton-on-Tees dans le Yorkshire du Nord (Angleterre).

## Histoire
Construit sur le site d'un ancien aérodrome ayant servi lors de la Seconde Guerre mondiale, il accueille de nombreuses compétitions de sport automobile britannique, notamment le championnat britannique des voitures de tourisme.